# 粗吻鋸塘鱧
粗吻锯塘鳢（学名：Prionobutis dasyrhynchus）为鰕虎鱼目鰕虎鱼亚目塘鱧科锯塘鳢属下的一个种。最大长度6.5 cm。該物種於1868年首次被描述。

## 扩展阅读
- 維基物種上的相關：锯塘鱧属